# Contrastes
Pour les articles homonymes, voir Contraste (homonymie).
Contrastes pour violon, clarinette et piano, Sz. 111, est une œuvre de Béla Bartók écrite en 1938 pour le violoniste Joseph Szigeti et le clarinettiste Benny Goodman.
Inspirée de musique populaire d'Europe de l'Est, l'œuvre, très virtuose, demande à ses interprètes une grande maîtrise rythmique.

## Historique

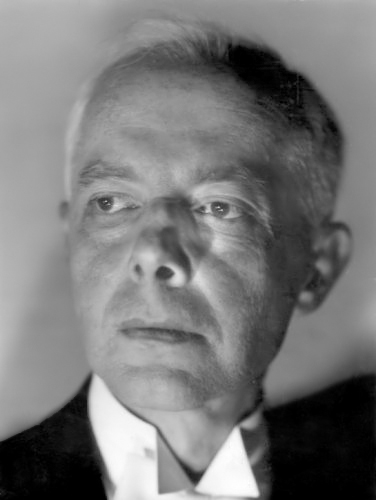
Béla Bartók dans les années 1940.

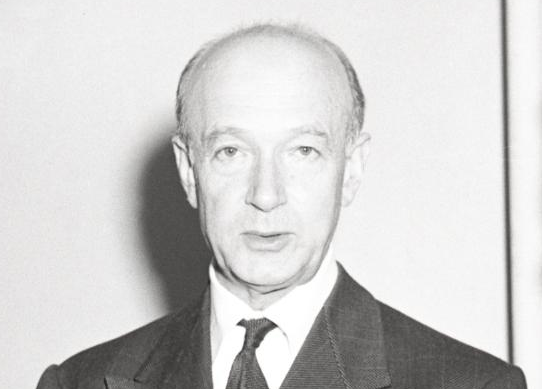
Joseph Szigeti en 1950.

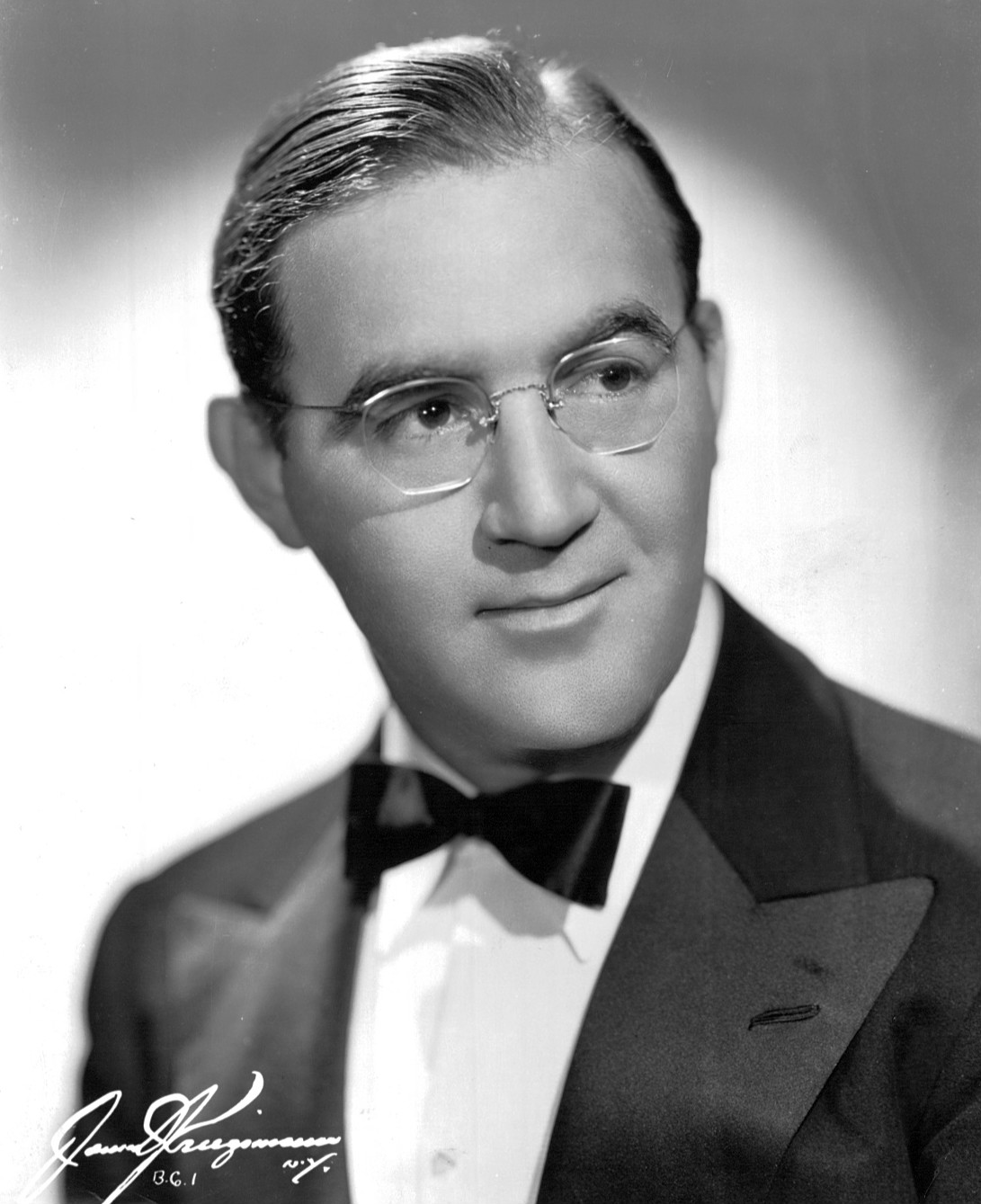
Benny Goodman en 1942.

La partition résulte d'une rencontre entre le violoniste et ami du compositeur, Joseph Szigeti, et le clarinettiste de jazz Benny Goodman. Les deux musiciens aimeraient que Bartók leur compose une œuvre en deux mouvements contrastés, durant 6 à 7 minutes, avec des cadences pour le violoniste et le clarinettiste, dans l'esprit des deux Rhapsodies pour violon et piano, ou des Rhapsodies hongroises de Liszt. Szigeti écrit à Bartók et lui envoie des disques de jazz de Goodman, qui se charge de payer le compositeur pour son travail. Le résultat, composé entre août et septembre 1938 est une œuvre deux fois plus longue que demandée.
L'œuvre est créée par Benny Goodman, Béla Bartók au piano et Joseph Szigeti au violon, d'abord dans une version en deux mouvements le 9 janvier 1939 sous le titre Deux danses. Bartók ajoute ensuite le mouvement lent médian (Pihenő), et cette version à trois mouvements est créée le 21 avril 1940 à New York. Les trois musiciens enregistrent leur interprétation peu de temps après pour Columbia.
Le titre fait référence aux contrastes de timbres du violon et de la clarinette explorés par Bartók,.

## À propos de la musique
Contrastes mélange des aspects de la musique traditionnelle hongroise, des mélodies roumaines, des métriques bulgares et grecques avec les techniques de composition du XXe siècle. Les rythmes utilisés sont complexes pour chaque partie, et exigent de tous pendant l'exécution une cohésion d'ensemble très élevée.
L'œuvre est particulièrement virtuose, nécessitant en particulier un changement de clarinette durant son exécution (un instrument en si bémol et l'autre en la), même si certains musiciens préfèrent jouer tout le morceau sur une clarinette en si bémol, malgré les difficultés que cela pose. De même, dans le troisième mouvement le violoniste emploie d'abord un second instrument désaccordé (accordé en tritons : sol ré la mi), qui cherche à évoquer le jeu d'un musicien traditionnel.
La partie de piano est inhabituellement en retrait, laissant de la place aux deux autres instruments,.

## Structure
Contrastes comprend trois mouvements et leur exécution avoisine les 16 minutes.
- Verbunkos (danse de recrutement) (4 min 56 s)
- Pihenő (repos) (4 min 13 s)
- Sebes (vif) (6 min 22 s)

### Verbunkos
Le premier mouvement est inspiré d'une danse de recrutement exécutée par un groupe des régiments de hussards. Construit sur une structure ABA, il se caractérise par un rythme bondissant (croche pointée-double). On y trouve de nombreuses difficultés d'exécution : accords, trémolos, larges arpèges, gammes rapides, ou encore des changements de registre.
Dans le premier thème de marche, le violon joue des pizzicatos inspirés par le Blues de la Sonate pour violon de Ravel. Après une série de variations apparaît un deuxième thème d'inspiration folklorique, qui subit différents développements. Le premier thème revient de manière fragmentée pour la troisième section, qui se termine par une cadence de clarinette.

### Pihenő
Le deuxième mouvement s'inscrit dans la lignée des musiques nocturnes de Bartók, où trémolos et trilles évoquent une nuit noire et effrayante. L'absence de pulsation marquée contraste fortement avec les deux autres mouvements. La partie de piano évoque par moments le gamelan.

### Sebes
Le dernier mouvement, virtuose au rythme irrégulier de +
, s'inspire d'une danse endiablée sur laquelle les garçons improvisent avant de chanter. Bien que les thèmes soient d'inspiration hongroise, il ne semble pas que Bartók cite de vraies chansons. Le violon a une cadence pendant la troisième section, et le mouvement se termine par une coda grotesque, stridente et comique.

## Discographie sélective
- 1941 : Joseph Szigeti, Benny Goodman, Béla Bartók
- 1965 : André Gertler, Milan Etlík, Diane Andersen[6]
- 1967 : Lorand Fenyves, Robert Gugolz, Geneviève Joy[7]
- 1994 : György Pauk, Kálmán Berkes, Jenő Jandó[8]
- 2005 : Annar Follesø, Bjørn Nyman, Christian Ihle Hadland[9]
- 2005 : Laurent Korcia, Michel Portal, Jean-Efflam Bavouzet[10]